# Замърсяване на околната среда
Замърсяване е внасянето в дадена среда на нови, нехарактерни за нея вещества (физически агенти, химични съединения или биологични видове) или превишаването на нивото на нормалната им средногодишна концентрация. Замърсяването може да бъде предизвикано от естествени (природни) фактори или антропогенни (дължащи се на човешката дейност).

## Видове замърсяване
Основните обекти на замърсяването са: вода, въздух и почва. Косвените обекти на замърсяването са хората, растенията и животните.
- Радиоактивно замърсяване – атомни централи, производство на ядрено оръжие
- Шумово замърсяване – край големи магистрали и летища
- Светлинно замърсяване – прекалено ярка светлина
- Електромагнитно замърсяване – електрически далекопроводи
- Топлинно замърсяване – промяна на температурата на околната среда от намесата на човека
- Химично замърсяване – различни химични съединения, получени при горене на бензин, въглища или различни фабрични производства.

## Основни замърсители
Най-общо казано замърсителите биват физични, механични, химични и биологични.
Според доклад, публикуван от Организацията по прехрана и земеделие към ООН (FAO), животновъдният сектор произвежда повече емисии на парникови газове, измерени в еквивалент на CO2 (въглероден диоксид) – 18% повече в сравнение с транспорта. Също така той е основен източник на деградацията на земите и водите. Що се отнася до емисиите на газовете от използването на земите и промяната в използването на земите, секторът на животновъдството отговаря за 9% от въглеродния диоксид, произтичащ от свързани с човека дейности, но произвежда много по-голям дял от още по-вредни парникови газове. Той създава 65% от свързания с човешката дейност азотен оксид, който притежава 296 пъти от потенциала за глобално затопляне (ПГЗ) на СО2. По-голямата част от това идва от оборския тор.
Освен това, животновъдството е отговорно съответно за 37% от всичкия произведен от човешка дейност метан (23 пъти повече потенциал за глобално затопляне от CO2), който до голяма степен е произведен от храносмилателната система на преживните животни, а също така и за 64% амоняк, който допринася значително за киселинни дъждове.
Други основни замърсители на въздуха се оказват ТЕЦ и емисиите от автомобилите. Китай, Русия, САЩ и Япония са водещи в замърсяването на въздуха. Едно от веществата, които те изхвърлят е серен диоксид, който при съединяването си с водните молекули в облаците образува киселини и води до падането на киселинните дъждове. Изгорелите автомобилни газове допринасят съществено за общото замърсяване. Основните замърсители от тях са съединенията на оловото, азотните оксиди и въглеродният диоксид. Понякога замърсяването на въздуха може да бъде предизвикано и от природни катаклизми, като например изригването на вулкани или преминаването на урагани. Едни от основните замърсители на почвата са тежките метали като хром, кадмий, цинк и олово, които са отпадъчни материали при някои видове производства. Основните замърсители на водата са отпадъчните води и разливания на петрол от танкерите.